# 멜뤼진

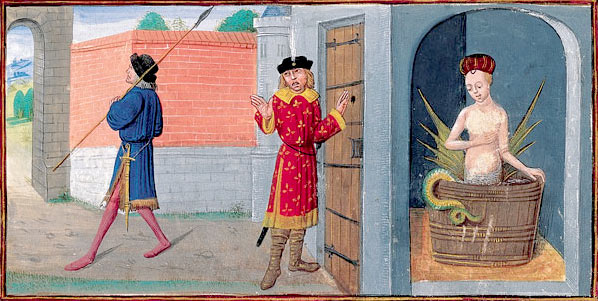
장 다라의 멜뤼진 로망에서 멜뤼진의 비밀이 드러나다, 멜뤼진 (1450–1500년경). 프랑스 국립도서관.

멜뤼진(프랑스어: Mélusine) 또는 멜뤼지나(프랑스어: Melusina)는 유럽 민속에서 성스러운 샘이나 강에 사는 닉세이다. 멜뤼진은 보통 허리 아래가 뱀이나 물고기 형태인 여성으로 묘사되는데(라미아나 인어와 유사하다), 때로는 날개, 두 개의 꼬리 또는 둘 다 지닌 모습으로 묘사된다. 멜뤼진 전설은 특히 프랑스, 룩셈부르크, 저지대의 북부 및 서부 지역과 관련이 있다.
1308년부터 1437년까지 신성 로마 제국과 보헤미아 왕국, 헝가리 왕국을 통치한 림부르크-룩셈부르크가, 앙주가와 그 후손인 플랜태저넷가(잉글랜드의 국왕), 그리고 1205년부터 1472년까지 키프로스 왕국을, 단기적으로는 킬리키아 아르메니아 왕국과 예루살렘 왕국을 통치한 프랑스의 뤼지냥가는 민화와 중세 문학에서 멜뤼진의 후손으로 묘사된다. 이 이야기는 네레이데스, 나이아데스, 물의 님프 또는 인어, 땅의 존재(테루아르), 장소의 게니우스 로키 또는 수호정령, 남자와 육체적으로 결합하기 위해 악마의 세계에서 온 서큐버스, 또는 반시나 죽음의 전조 등 여러 주요 전설적 주제를 결합하고 있다.

## 어원
프랑스어 사전(Dictionnaire de la langue française)은 라틴어 melus에서 유래했으며, "멜로디의, 즐거운"이라는 뜻을 제시한다. 또 다른 설은 멜뤼진이 시골 전역에 로마 시대 건축물을 지었던 푸아투 방언의 요정 무리 우두머리 "메르 뤼진(Mère Lusine)" 전설에서 영감을 받았다는 것이다. 멜뤼진의 이름은 지역에 따라 보주산맥에서는 메를뤼스(Merlusse), 샹파뉴에서는 메를뤼젠(Merluisaine) 등으로 다양하다.

## 문학적 버전

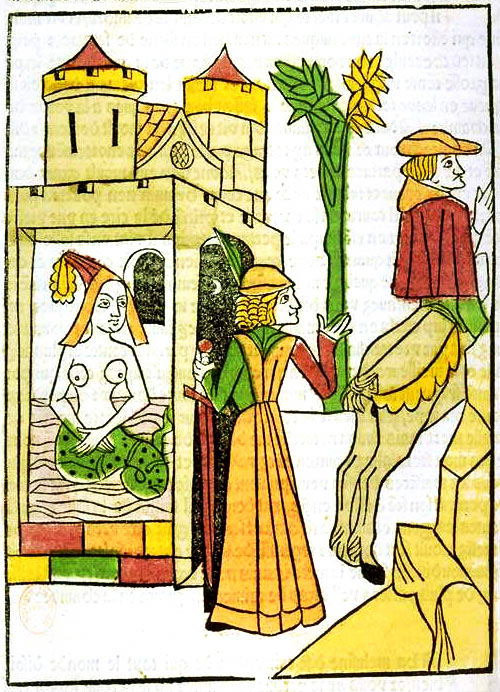
레이몽이 아내 멜뤼진이 목욕하는 것을 엿보다 멜뤼진이 허리 아래가 뱀이라는 것을 발견한다. 장 다라의 작품 멜뤼진 이야기(1478년)의 삽화.

장 다라가 1382년에서 1394년경에 편찬한 멜뤼진 이야기의 가장 유명한 문학적 버전은 여성들이 실을 잣는 쿠드레트에서 이야기하는 "방직 이야기" 모음에 포함되었다. 그는 파트네 또는 뤼지냥의 로망: 일명 멜뤼진 이야기를 저술하며 이야기의 출처와 역사적 기록, 날짜, 배경을 제시했다. 그는 멜뤼진과 레이몽딘의 관계, 그들의 첫 만남, 그리고 완전한 이야기에 대해 상세하고 깊이 있게 다룬다.
이 이야기는 1456년 튀링 폰 링골팅겐에 의해 독일어로 번역되었고, 이는 채프북으로 인기를 얻었다. 이후 1500년경 영어로 두 번 번역되었으며, 15세기와 16세기에 자주 인쇄되었다. 또한 카스티야어와 네덜란드어 번역본도 있는데, 둘 다 15세기 말에 인쇄되었다. 산문 버전은 공주의 연대기(Chronique de la princesse)라는 제목이 붙어 있다.
이 이야기는 십자군 시대에 알바니아(스코틀랜드 또는 알바 왕국의 옛 이름)의 왕 엘리나스가 아들 나탄을 둔 아내가 죽은 후 숲으로 사냥을 나가 슬픔을 달래는 과정을 그린다. 엘리나스는 목마름의 샘에서 아름다운 페어리 프레신을 만난다. 둘은 사랑에 빠지고 엘리나스가 프레신에게 청혼하자, 그녀는 그가 아이들을 낳거나 목욕시킬 때 자신을 보지 않겠다는 조건으로 동의한다. 엘리나스는 약속하고 프레신과 결혼한다. 나중에 프레신은 멜뤼진, 멜리오르, 팔라틴이라는 세 쌍둥이 딸을 낳는다. 나탄이 아버지에게 이 소식을 알리자, 그는 약속을 어기고 프레신은 세 딸과 함께 왕국을 떠나 사라진 아발론 섬으로 간다.
세 자매는 아발론에서 자라며, 어머니는 매일 아침 그들을 산 꼭대기로 데려가 그들의 고향이 되었을 왕국을 바라보게 했다. 15번째 생일에 가장 나이가 많은 멜뤼진은 어머니에게 자신과 자매들이 왜 알바에서 데려와졌는지 묻는다. 아버지의 약속 위반 소식을 듣자 멜뤼진은 복수를 꾀하고 자매들을 설득하여 돕게 한다. 마법의 힘을 사용하여 엘리나스의 딸들은 그와 그의 재산을 브란델루아라는 산에 가둔다. 프레신은 딸들이 한 일을 알게 되자 격분하는데, 약속을 어겼음에도 엘리나스는 그녀의 남편이자 세 쌍둥이의 아버지였기 때문이다. 자신의 아버지를 죽인 딸들을 벌하기 위해 프레신은 팔라틴을 엘리나스와 같은 산에 가두고, 멜리오르는 평생 성 안에 가두고, 선동자인 멜뤼진을 아발론에서 추방하며, 저주를 내려 매주 토요일마다 허리 아래가 두 개의 꼬리가 달린 뱀의 모습으로 변신하게 한다. 만약 어떤 남자가 멜뤼진과 결혼한다면, 그는 토요일에 그녀를 절대 보아서는 안 된다. 그가 맹세를 지키면 멜뤼진은 그와 함께 만족스러운 삶을 살겠지만, 만약 그가 맹세를 어기고 그녀의 사생활을 침해하면, 그녀는 뱀의 모습으로 남아 귀족 가문에 끔찍한 모습으로 나타나고 후손이 죽거나 요새가 손바뀜될 때마다 사흘 밤낮을 통곡할 것이다.
멜뤼진은 프랑스의 푸아티에(또는 일부 버전에서는 푸아투) 근처 시냇가에 있는 쿨롱비에르 숲에 정착한다. 실의에 빠진 푸아티에의 백작 레이몽딘은 실수로 삼촌을 죽인 후 멜뤼진을 우연히 만난다. 멜뤼진은 레이몽딘을 위로하고, 그가 청혼하자 그녀의 어머니가 그랬던 것처럼 조건을 제시한다: 토요일에는 그녀를 절대 보아서는 안 된다는 것. 10년 동안 레이몽딘은 약속을 지켰고, 멜뤼진은 그에게 10명의 아들(일부 버전에서는 돌연변이였지만 부모의 사랑을 받았다고 묘사한다)을 낳아주며 훌륭한 성들을 짓도록 조직하고 남편에게 부와 땅, 권력을 안겨준다. 그러나 레이몽딘은 결국 가족들의 부추김에 넘어가 멜뤼진이 항상 토요일을 혼자 보내고 미사에 참석하지 않는 것에 대해 의심을 품게 된다. 그는 약속을 어기고 그녀의 방을 엿보는데, 그곳에서 멜뤼진이 반은 뱀의 모습으로 목욕하는 것을 보게 된다. 그는 자신의 범죄를 비밀로 지키다가, 이제 성인이 된 아들 중 한 명이 형제를 살해한다. 궁정 앞에서 비통해하는 레이몽딘은 멜뤼진을 비난하며 그녀를 "뱀"이라고 부른다. 그녀는 용의 모습을 취하고 그에게 두 개의 마법 반지를 주고 날아가 다시는 보이지 않았다. 그녀는 아직 갓난아이인 두 막내 자녀에게 젖을 주기 위해 밤에만 돌아온다.

## 분석
민속학에서 독일 민속학자 한스요르크 우터는 멜뤼진 이야기와 관련 전설을 아르네-톰프슨-우터 지수의 독자적인 이야기 유형으로 분류한다. 독일 민담 목록(독일어: Deutscher Märchenkatalog)에서는 이들을 유형 *425O "멜뤼진"으로 분류하며, 이는 인간 처녀가 동물 형상의 초자연적인 남편과 결혼하는 이야기(날개옷 설화)와 관련된 부분이다.
날개옷 설화와 마찬가지로, 맹세를 어긴 남편에게서 변신하여 날개를 펴고 날아가는 이야기는 멜뤼진에 관한 이야기에도 등장한다. 사빈 바링-굴드의 중세의 기묘한 신화에 따르면, 이 이야기의 패턴은 볼프람 폰 에셴바흐의 파르치팔에 등장하는 "로엔그린"이라는 인물에게 영감을 준 백조 기사 전설과 유사하다.
자크 르 고프는 멜뤼진이 다산의 상징이라고 보았다. "그녀는 시골 지역에 번영을 가져다준다… 멜뤼진은 중세 경제 성장의 요정이다."

## 다른 버전

### 프랑스에서
멜뤼진 전설은 특히 프랑스의 북부 지역, 푸아투 및 저지대와 깊은 관련이 있으며, 키프로스 또한 그러하다. 키프로스에서는 1192년부터 1489년까지 섬을 통치했던 프랑스 뤼지냥가가 멜뤼진의 후손이라고 주장했다. 이에 대한 간접적인 언급은 월터 스콧 경이 스코틀랜드 변경 민담집(1802-1803)에서 멜뤼진 이야기를 하면서 "독자는 노르망디나 브르타뉴반도의 요정이 동양적 묘사의 모든 화려함으로 장식되어 있음을 발견할 것이다"라고 말한 데서 찾아볼 수 있다. 푸아투 백작 기 드 뤼지냥과 결혼할 때 사생활 침해를 금지하는 조건이 있었던 요정 멜뤼지나 또한 후자에 속했다. 그녀는 백작에게 많은 자녀를 낳아주었고, 마법의 기술로 그를 위해 웅장한 성을 지어주었다. 그들의 조화는 호기심 많은 남편이 마법 목욕을 하는 아내를 몰래 엿봄으로써 결혼 조건을 깼을 때까지 깨지지 않았다. 멜뤼지나는 이 무례한 침입자를 발견하자마자 용으로 변신하여 비명소리를 지르며 사라졌고, 다시는 인간의 눈에 보이지 않았다. 그러나 브랑톰 시대에도 그녀는 후손들의 수호자로 여겨졌으며, 뤼지냥 성이 파괴되기 전날 밤에는 성의 탑 주변을 돌며 비통하게 울부짖는 소리가 들렸다고 한다.

### 룩셈부르크에서

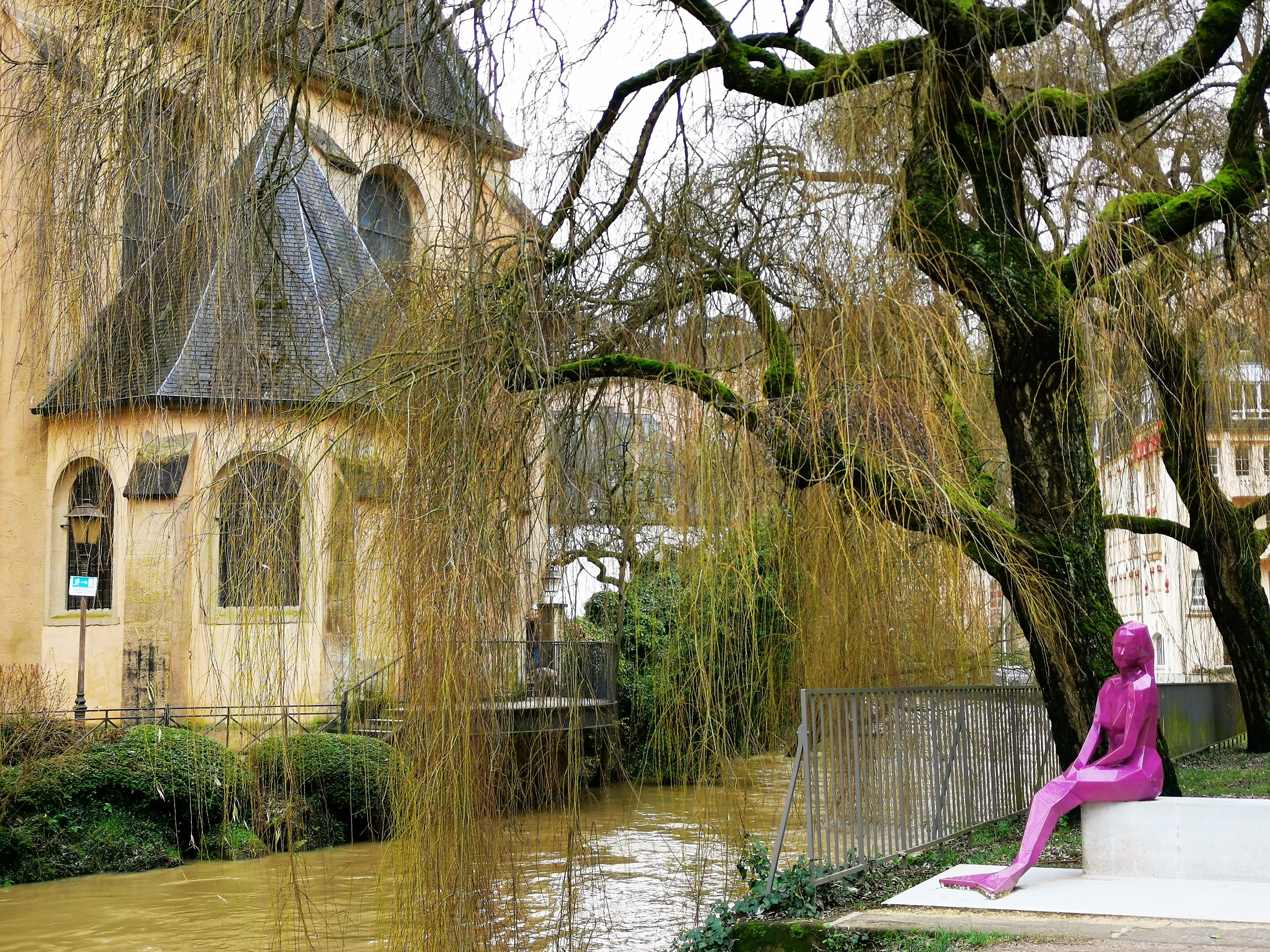
룩셈부르크 알제트강 근처 멜뤼진 동상

룩셈부르크 백작들 또한 조상 지크프리트를 통해 멜뤼진의 후손임을 주장했다. 기원후 963년, 아르덴의 백작 지크프리트(프랑스어 Sigefroi; 룩셈부르크어 Sigfrid)가 자신의 수도인 룩셈부르크를 세운 영지에 대한 봉건적 권리를 매입했을 때, 그의 이름은 지역 멜뤼진 전설과 연결되었다. 이 멜뤼진은 뤼지냥 가문의 조상과 본질적으로 동일한 마법 능력을 가지고 있었다. 결혼식 다음 날 아침, 그녀는 마법으로 룩셈부르크의 역사적 중심지인 보크 바위 위에 룩셈부르크 성을 만들었다. 그녀는 결혼 조건으로 매주 하루는 절대적인 사생활을 요구했다. 결국 지크프리트는 호기심에 사로잡혀 토요일에 그녀의 방에 들어갔고, 그곳에서 목욕 중인 그녀가 인어라는 것을 발견했다. 그는 놀라서 소리쳤고, 멜뤼진과 그녀의 욕조는 땅속으로 가라앉았다. 멜뤼진은 바위에 갇혔지만 7년마다 여자나 뱀의 모습으로 돌아와 입에 황금 열쇠를 물고 나타난다. 용감하게 열쇠를 가져가는 자는 그녀를 해방시키고 아내로 맞이할 수 있다. 또한 7년마다 멜뤼진은 아마 셔츠에 한 땀씩 바느질을 하는데, 그녀가 해방되기 전에 셔츠를 완성하면 룩셈부르크 전체가 바위에 삼켜질 것이다. 1997년에 룩셈부르크는 그녀를 기념하는 우표를 발행했다.

### 독일에서

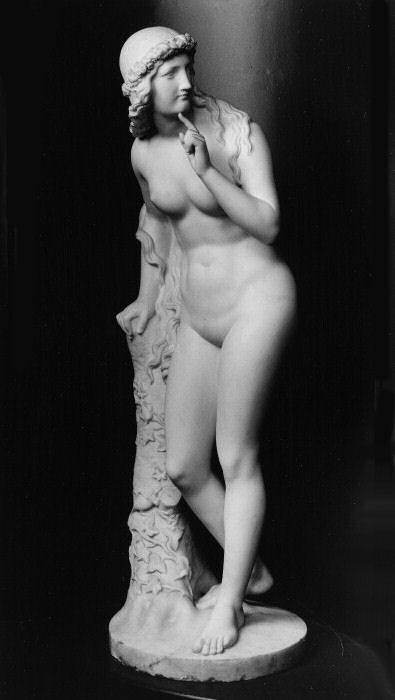
루트비히 미하엘 폰 슈반탈러의 멜뤼진 (1845)

마르틴 루터는 그의 탁상담화에서 루셀베르크(룩셈부르크)의 멜뤼지나를 언급하며 그녀를 서큐버스 또는 악마라고 묘사했다. 루터는 멜뤼진과 같은 이야기들이 악마가 남자를 유혹하기 위해 여성의 모습으로 나타나는 것이라고 보았다.
멜뤼진 이야기는 파라켈수스의 원소정령에 대한 저술, 특히 물의 정령에 대한 그의 묘사에 강한 영향을 미쳤다. 이는 다시 프리드리히 드 라 모테 푸케의 중편 소설 운디네 (1811)에 영감을 주었고, E. T. A. 호프만과의 공동 작업을 통해 푸케는 호프만의 오페라 운디네 (1816)의 대본을 썼다. 푸케 이야기의 다른 각색 및 언급은 한스 크리스티안 안데르센의 동화 인어공주 (1837), 안토닌 드보르자크의 오페라 루살카 (1901), 장 지로두의 연극 운디네 (1939)와 같은 작품에서 찾아볼 수 있다.
슈톨렌발트 숲을 배경으로 하는 전설에는 젊은 남자가 하반신이 뱀인 아름다운 멜뤼지나라는 여인을 만나는 이야기가 있다. 만약 그가 사흘 연속으로 세 번 키스하면 그녀는 자유로워질 것이다. 그러나 매일 그녀는 점점 더 괴물 같아져서, 젊은 남자는 마지막 키스를 해주지 않고 공포에 질려 도망친다. 그는 나중에 다른 여자와 결혼하지만, 그들의 결혼 잔치 음식은 불가사의하게 뱀 독으로 오염되어 그것을 먹은 모든 이들이 죽는다.
다른 게르만족의 물의 정령으로는 로렐라이와 닉세가 있다.

### 영국에서
멜뤼진은 때때로 체인질링의 원인이 된 기독교 이전의 물의 요정 중 하나이다. 어린 란슬롯을 데려가 키운 "호수의 귀부인"이 그러한 물의 님프였다.
멜뤼진과 유사한 악마 아내의 민담 전통은 초기 영어 문학에서 나타난다. 연대기 작가 웨일스의 제럴드에 따르면, 리처드 1세는 앙주 백작령의 이름 없는 백작 부인의 후손이라는 이야기를 즐겨 했다고 한다. 전설에 따르면, 초기 앙주 백작이 외국 출신의 아름다운 여인을 만났다. 그들은 결혼하여 네 아들을 두었다. 그러나 백작은 아내가 교회에 자주 나가지 않고 항상 미사 도중에 떠나는 것에 대해 걱정했다. 어느 날 그는 네 명의 부하들에게 아내가 교회를 떠나려 할 때 강제로 붙잡게 했다. 그녀는 부하들을 피했고, 회중이 보는 앞에서 교회의 가장 높은 창문을 통해 날아갔다. 그녀는 사탄의 딸 멜뤼진이었다. 그녀는 두 막내 아들을 데리고 떠났다. 남은 아들 중 한 명은 후대의 앙주 백작 및 공작의 조상이었는데, 그들의 폭력적인 성미는 악마적인 배경의 결과였다.
유사한 이야기가 그의 어머니 엘레오노르 다키텐 여공작에게도 붙었는데, 14세기 로맨스 리처드 코어 드 리옹에서 볼 수 있다. 이 환상적인 이야기에서 헨리 2세의 아내는 엘레오노르가 아니라 카소도리엔이며, 그녀는 항상 성찬 성별식 전에 미사에서 떠난다. 그들은 세 자녀를 두는데: 리처드(아마도 후대의 리처드 1세 "사자심왕"), 존(아마도 후대의 존 왕), 그리고 토피아스라는 딸이다. 헨리가 카소도리엔에게 미사에 머물도록 강요하자, 그녀는 딸을 데리고 교회의 지붕을 뚫고 날아가 다시는 보이지 않았다.

## 관련 전설
존 맨드빌 경의 여행기에는 히포크라테스의 딸에 대한 전설이 실려 있다. 그녀는 다이애나 여신에 의해 백 피트 길이의 용으로 변했으며, 오래된 성의 "영주 부인"이다. 그녀는 일년에 세 번 나타나며, 기사가 키스하면 다시 여성으로 변하여 기사는 그녀의 배우자이자 섬들의 통치자가 된다. 여러 기사들이 시도하지만, 끔찍한 용을 보고 도망치고, 그들은 곧 죽는다. 이는 멜뤼진 전설의 초기 버전으로 보인다.
저주받은 뱀 처녀가 키스(오만한 키스("Fier baiser" 또는 "끔찍한 키스")라고 알려진)로 풀려나는 모티프는 브리튼 이야기의 아서왕 로맨스인 르 벨 인코누와 노섬브리아의 발라드인 스핀들스턴 휴의 추악한 벌레에서도 나타난다. 이 모티프는 혐오스럽게 못생긴 외모에도 불구하고 그녀에게 다가갈 용기가 있는 영웅의 행동으로 마법이 풀리는 (그리고 원래의 아름다운 모습으로 돌아오는) 로들리 레이디 모티프의 변형 또는 하위 집합을 이룬다.

## 예술 및 대중문화 속 언급

### 예술

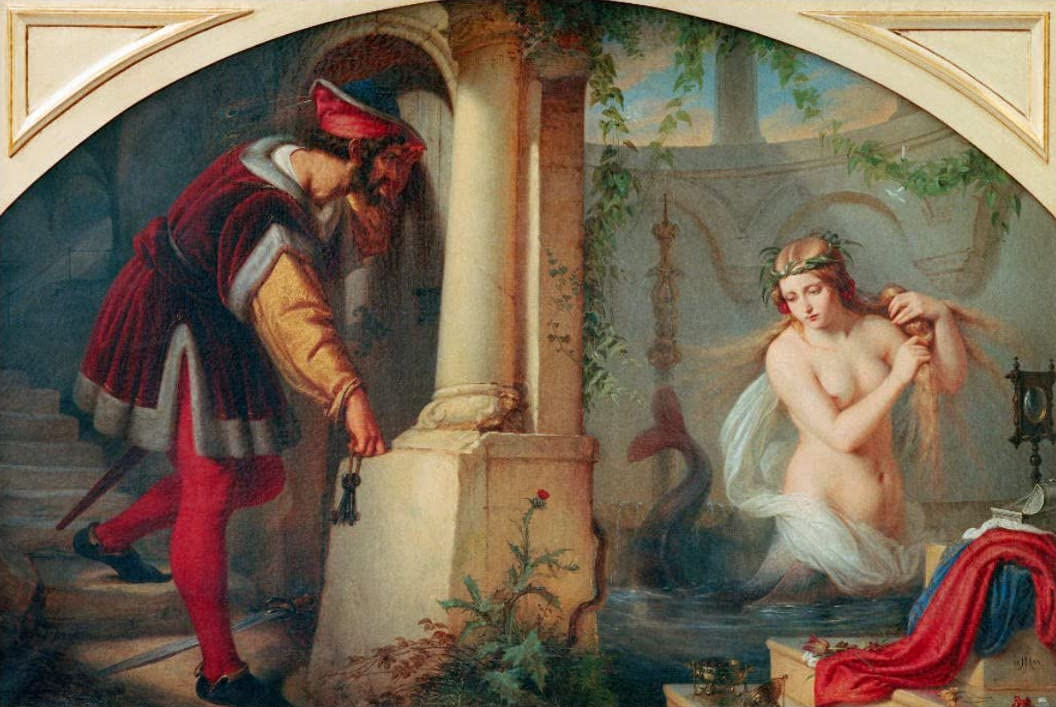
율리우스 휘브너의 아름다운 멜뤼진 (1844).

- 필리프 3세 드 부르고뉴 공작의 1454년 꿩 연회에서 호화로운 '앙트레메'(테이블 장식) 중 하나로 뤼지냥 성 주변을 날아다니는 용의 모습으로 멜뤼진을 기계적으로 묘사했다.[27]
- 펠릭스 멘델스존은 전년도에 콘라딘 크로이처의 오페라 멜뤼지나를 본 후 1834년에 콘서트 서곡 아름다운 멜뤼진을 작곡했다.
- 멜뤼진(멜뤼지나라고도 불림) 이야기는 레티샤 랜던이 피셔의 응접실 스크랩북에 실린 시 "샘의 요정"에서 다시 이야기되었고[28] 1834년 그녀의 시집 제나나에 재수록되었다. 여기서 그녀는 여성 시인을 대표한다. 분석은 DeLong 2012, 124–131쪽에서 찾아볼 수 있다.
- 마르셀 프루스트의 주인공은 꽃 피는 아가씨들의 그늘에서 (1919)에서 질베르트를 멜뤼진에 비유한다. 그녀는 또한 여러 차례 기망트 공작부인과도 비교되는데, 기망트 공작부인은 (기망트 공작에 따르면) 뤼지냥 왕조의 직계 후손이었다. 예를 들어, 기망트 쪽에서 화자는 뤼지냥 가문이 "요정 멜뤼진이 사라지는 날 소멸할 운명이었다"고 언급한다.[29]
- 마거릿 어윈의 판타지 소설 이 필멸의 존재들 (1925)은 멜뤼진이 아버지의 궁전을 떠나 인간 세계에서 모험을 겪는 이야기를 다룬다.[30]
- 도르시 L 세이어스의 1939년 단편집 증거의 이빨 속에서에 실린 단편 표범 여인에는 "멜뤼진이라고 불렸어야 할" 미스 스미스라는 인물이 등장한다.
- 꽃의 노트르담에서 장 주네는 주인공 디바인이 "세이렌 멜뤼지나"의 후손이라고 두 번 말한다.[31]
- 잠자는 숲속의 미녀 (1959)의 악당 멀레퍼선트는 일부 학자들과 역사가들에 의해 멜뤼진을 바탕으로 했다고 추정되며, 특히 2014년 동명의 실사 영화에서 그러하다.[32]
- 방랑하는 유니콘은 1965년 마누엘 무히카 라이네스의 판타지 소설로, 멜뤼진 전설을 바탕으로 그녀의 시점에서 서술된다.
- 로즈메리 할리 자먼은 사빈 바링-굴드의 중세의 기묘한 신화에서 룩셈부르크가가 멜뤼진의 후손이라고 주장했다는 언급[33]을 그녀의 1972년 소설 왕의 회색 암말에서 사용하여 엘리자베스 우드빌의 가문이 물의 정령의 후손임을 주장하게 만들었다.[34] 이 요소는 필리파 그레고리의 소설 하얀 여왕(2009)과 강의 여인들(2011)에서도 반복되지만, 룩셈부르크의 자케타가 엘리자베스에게 자신들의 멜뤼진 혈통이 부르고뉴 공작을 통해 이어진다고 말하는 것으로 나타난다.[35][12]
- 로런 그로프의 매트릭스(2021)의 주인공 마리 드 프랑스는 "요정 멜뤼진"의 후손이라고 언급된다.[36]
- 2023년 세실 맥로린 살방의 앨범 멜뤼진은 노래를 통해 이야기를 보여준다.[37]

## 같이 보기
- 에키드나
- 샤흐마란, 아나톨리아 및 이란 신화의 자비로운 뱀 여인
- 오론센, 필멸의 남편에게 자신의 본성을 숨기는 아프리카 여신
- 백사전
- 모르겐 (신화 속 생물)
- 닉세
- 나이아데스
- 포타미데스
- 파르토노페우스 드 블루아
- 우르바시
- 설녀
- 백조 기사

## 참고 문헌
- 매독스, 도널드; 스튜름-매독스, 사라 (1996). 《Melusine of Lusignan: foundling fiction in late medieval France》. University of Georgia Press. ISBN 9780820315809 |isbn= 값 확인 필요: checksum (도움말). 장 다라의 멜뤼진 로망 (1393)에 대한 에세이.
- 젤덴러스트, 리디아 (2020). 《The Mélusine Romance in Medieval Europe: Translation, Circulation, and Material Contexts》. 케임브리지: D.S. 브루어. ISBN 9781843845218. 프랑스어, 독일어, 네덜란드어, 카스티야어, 영어 버전을 다루는 로맨스의 많은 번역본에 대하여.
- 다라, 장 (1932).  스투프, 루이, 편집. 《Mélusine, roman du XIVe siècle》 (프랑스어). 디종: 베르니고 & 프리바트. 장 다라의 전설에 대한 중요한 중세 프랑스어 버전의 학술판.
- 에커트, 오토 J. (1955). 《루터와 종교개혁》 (강의).[깨진 링크(과거 내용 찾기)]
- 프루스트, 마르셀 (1996). 《꽃 피는 아가씨들의 그늘에서》. 번역 스콧-몽크리프, C. K. 랜덤 하우스 UK. 190쪽. ISBN 9780099362319.
- 레티샤 랜던, 피셔의 응접실 스크랩북, 1835 (1834).[38]  샘의 요정.
- 딜롱, 앤 (2012). 《Mesmerism, Medusa and the Muse: The Romantic Discourse of Spontaneous Creativity》. 렉싱턴 북스. ISBN 9780739170434.